# チャウタン郡区
チャウタン郡区 （ビルマ語: ကျောက်တန်း မြို့နယ်、英語: Kyauktan Township）はミャンマー ヤンゴン市の南にある郡区。
郡区の北はタンリン郡区とトングワ郡区、南はアンダマン海マルタバン湾、西はヤンゴン川に接する。ヤンゴン川に面するチャウタン郡区北西部にはティラワ港の埠頭がある。